# Белфаст (аэропорт)
Международный Аэропорт Белфаста (англ. Belfast International Airport ирл.: Aerfort Idirnáisiúnta Bhéal Feirste) (IATA: BFS, ICAO: EGAA) — расположенный приблизительно в 24 километрах к западу от Белфаста
аэропорт. Также известен под названием Ольдергров, по деревне, которая находится к западу от аэропорта. Взлётно-посадочные полосы Международного Аэропорта Белфаста находятся в совместном использовании гражданского аэропорта и базы Королевских ВВС Ольдергров, которая имеет собственную инфраструктуру. Свыше 5 млн пассажиров (2,1 % пассажирооборота всех аэропортов Великобритании) воспользовались услугами Международного Аэропорта Белфаста в 2006 году, на 1,4 млн (39.2 %) больше, чем в 2001 году. Международный аэропорт Белфаста — самый загруженный в Северной Ирландии, крупнейший из двух аэропортов Белфаста (второй — Аэропорт имени Джорджа Беста).
Аэропорт обслуживает регулярные рейсы 48 назначений (16 местных, 32 европейских и трансатлантических). Трансатлантические направления включают Ньюарк, Орландо, Торонто, Ванкувер и Галифакс. Обслуживаются чартерные рейсы в Африку, Канаду, Карибский бассейн, Мексику, США и ряд европейских стран.
Международный Аэропорт Белфаста — основной хаб для EasyJet и Jet2.com, авиакомпании Bmibaby и Thomas Cook Airlines также проводят значительную часть операций через Международный Аэропорт Белфаста. В декабре 2007 года Aer Lingus также организовал базу в аэропорту, в начале 2008 года предполагается открытие рейсов по 4 назначениям, в дальнейшем авиакомпания планирует довести общее количество назначений до девяти, их будут обслуживать три самолёта, базирующихся в аэропорту.
Аэропорт принадлежит TBI plc, той же самой компании, которая владеет аэропортами Лутон, Кардифф и Орландо/Санфорд.
Международный Аэропорт Белфаста имеет лицензию (номер P798) на обслуживание пассажирских рейсов и обучение пилотов.

## История

### 1917—1945
Участок для аэропорта был выделен в 1917 года, когда возникла необходимость в обучении пилотов Королевских ВВС, так как продолжалась Первая мировая война. Аэропорт оставался в ведении ВВС продолжал функционировать и после войны.
Гражданские операции начали осуществляться в 1922 году, воздушным транспортом привозились свежие газеты из Честера, хотя первый регулярный рейс открылся только в 1933 году. Первый рейс соединил Белфаст с Глазго и эксплуатировался Midland and Scottish Air Ferries. В дальнейшем открылись рейсы на Остров Мэн, Ливерпуль и Кройдон (в те времена основной лондонский аэропорт).
Во время Второй мировой войны Олдергрув оставался базой Королевских ВВС, в первую очередь Берегового командования КВВС. Для того, чтобы аэропорт мог принимать крупные самолёты большого радиуса действия, основным направлением работ стала замена четырёх существующих взлетно-посадочных полос двумя новыми, длинными полосами, сформировав такую конфигурацию ВВП, которая существует в аэропорту и сегодня.

### 1946—1970
В результате реализации программы строительства военных аэродромов был построен аэропорт Наттс-Корнер в трёх милях от Олдергров. 1 декабря 1946 года новый объект заменил аэропорт Белфаст Харбор (сегодня Аэропорт имени Джорджа Беста) в качестве главного гражданского аэропорта Северной Ирландии, поскольку участок в Сиднехеме сочли неподходящим.
К 1950-м годам гражданский воздушный трафик превысил мощности инфраструктуры Натс Корнер, кроме того, самолёты регулярно садились на Олдергрув из-за неблагоприятных погодных условий. В июле 1959 года было принято решение о переводе гражданских рейсов на Олдергрув, чтобы оптимально использовать большой аэродром, и этот перевод состоялся в октябре 1963 года.
Новый терминал и перрон были построены с учётом необходимых для пассажирских перевозок требованиями, и комплекс был открыт королевой Елизаветой 28 октября 1963. В 1966 открылся первый регулярный рейс на реактивном самолёте в Гатвик, а в 1968 Aer Lingus и BOAC открыли маршруты в Нью-Йорк через Шаннон и Глазго Прествик соответственно.

### 1971—1997
В 1971 году для управления аэропортом и развития его инфраструктуры была создана компания Northern Ireland Airports Limited. Основными объектами модернизации стали взлетно-посадочные полосы, рулёжные дорожки и стоянки самолётов.
Был построен новый Международный Пирс с инфраструктурой обслуживания пассажиров и автостоянками, также был построен дополнительный перрон для разделения меньших самолётов общей авиации и больших коммерческих реактивных самолётов. В это время British Airways открыли первый регулярный рейс из Белфаста в Хитроу, и первый в аэропорту Boeing 747 совершил чартерный рейс в Торонто через Шэннон. Первый регулярный рейс в европейский город было совершён авиакомпанией NLM Cityhopper (сегодня KLM Cityhopper) в Амстердам.
В 1983 году в аэропорту, переименованном в Международный Аэропорт Белфаста, регулярно принимавшем крупнейшие гражданские самолёты, была внедрена новая технология, позволяющая работать в любых погодных условиях. В 1985 году пассажирооборот достиг 1,5 млн, а авиакомпания Bmi стала конкурировать с British Airways на рейсах в Хитроу. Дальнейшие усовершенствования терминала произошли в конце 1980-х и в начале 1990-х. Новый терминал был открыт в 1987 году, новый грузовой центр открылся в 1991 году.
Аэропорт был приватизирован в 1994 году. TBI стала новым владельцем аэропорта 13 августа 1996 года, к этому времени ежегодный пассажирооборот достиг 2,5 млн.

### С 1998

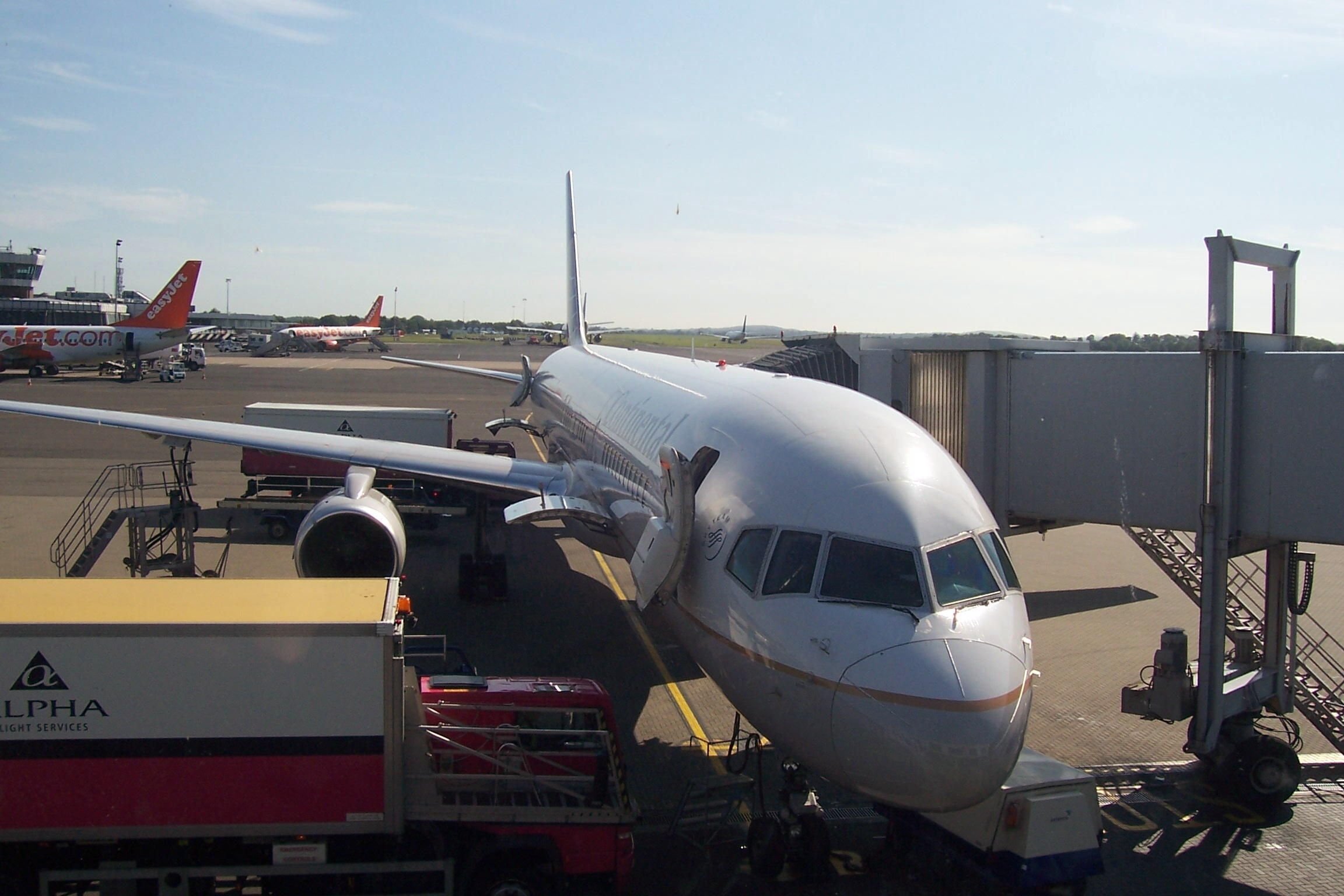
Boeing 757, рейс на Ньюарк

В 1998 году из Международного аэропорта Белфаста авиакомпания EasyJet стала выполнять рейсы в лондонский аэропорт Лутон. Со временем эта авиакомпания создала крупную базу в аэропорту и открыла ещё 8 местных и 15 европейских регулярных рейсов, став крупнейшим оператором Международного аэропорта Белфаста.
В 2005 году Continental Airlines открыли первое прямое сообщение с Нью-Йорком (Ньюарк Либерти), также авиакомпания Zoom Airlines начала прямые регулярные рейсы в Ванкувер.
В декабре 2007 году Aer Lingus открыла базу в Международном аэропорту Белфаста, который стал её третьим хабом (и первым вне Республики Ирландии). К марту 2008 года в аэропорту будут базироваться три Airbus A320, которые будут обслуживать девять маршрутов из Белфаста, в будущем возможны трансатлантические рейсы, и восстановление рейсов из Белфаста в Хитроу.
Увеличение количества рейсов, как ожидается, должно привести к увеличению пассажирооборота аэропорта до 6 млн в 2008 году.

## Факты и статистика
- 86 % пассажирских рейсов из аэропорта регулярные, 14 % — чартерные[2].
- Международный аэропорт Белфаста — крупнейший аэропорт в Северной Ирландии и второй по размеру в Ирландии, после аэропорта Дублина.
- Аэропорт работает 24 часа в день, 365 дней в году и не подчиняется требованиям ограничения шумов.
- Международный аэропорт Белфаста — третий по обороту грузовой региональный аэропорт в Великобритании[6].
- Самым загруженным британским направлением является Лондон (3 аэропорта), следующее — Ливерпуль[7].
- Самое загруженное континентальное европейское направление — Пальма (город)[7].
- Самое загруженное трансатлантическое направление — Ньюарк (Нью-Йорк)[7]

## Показатели аэропорта

Рост пассажирооборота

- Рост пассажирооборота: Международный аэропорт Белфаста обслужил 5,015,000 пассажиров в 2006 году[2], что является самым высоким показателем в Северной Ирландии. Аэропорт показывает положительную динамику роста пассажирооборота, взлётов и посадок и грузооборота в течение последних 10 лет.

| | Количество пассажиров | Количество взлётов-посадок | Груз (тонн) |
| --- | --------------------- | -------------------------- | ----------- |
| 1997                                                                                                 | 2,459,000             | 35,070                     | 25,091      |
| 1998                                                                                                 | 2,627,000             | 38,976                     | 25,431      |
| 1999                                                                                                 | 3,012,000             | 44,817                     | 26,010      |
| 2000                                                                                                 | 3,128,000             | 43,010                     | 30,599      |
| 2001                                                                                                 | 3,603,000             | 47,298                     | 32,130      |
| 2002                                                                                                 | 3,551,000             | 40,414                     | 29,474      |
| 2003                                                                                                 | 3,954,000             | 43,267                     | 29,620      |
| 2004                                                                                                 | 4,403,000             | 44,769                     | 32,148      |
| 2005                                                                                                 | 4,820,000             | 48,715                     | 37,878      |
| 2006                                                                                                 | 5,015,000             | 49,534                     | 38,417      |
| Источник: United Kingdom Civil Aviation Authority Архивная копия от 22 марта 2007 на Wayback Machine |                       |                            |             |

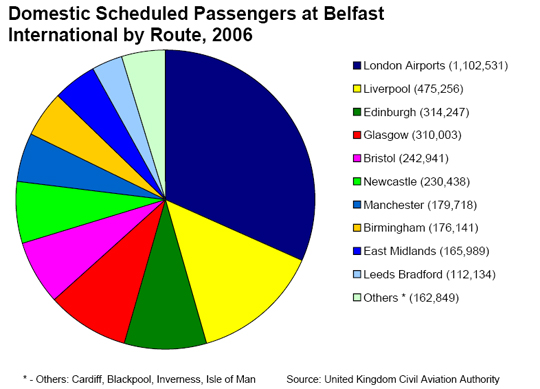
Внутренние перевозки

- Внутренние перевозки: из-за относительной изоляции Северной Ирландии от остальной части Великобритании, два из каждых пяти рейсов в и из аэропорта связывают аэропорт с Англией, Шотландией или Уэльсом. Easyjet, самый крупный оператор аэропорта, совершает от трёх до восьми рейсов ежедневно в семь британских городов. У Jet2.com есть два маршрута в британские аэропорты, Лидс-Брадфорд и Блэкпул. Остров Мэн — популярное направление, которое обслуживается рейсами авиакомпании Manx2 дважды в день. Bmibaby обслуживает 4 назначения, до двух до четырёх рейсов ежедневно. После открытия хаба Aer Lingus планирует возобновить рейсы в Хитроу с 14 января 2008.
- Европейские перевозки: EasyJet, крупнейший оператор Международного аэропорта Белфаста, обслуживает 15 направлений континентальной Европы из Белфаста[3]. Свыше 3 млн пассажиров, отправляющихся из Белфаста, в год стали базой ежегодного роста операций EasyJet, сегодня через Белфаст путешествует 19 % пассажиров EasyJet. Jet2.com также совершает рейсы в Европу, основные направления — Тенерифе, Лас-Пальмас и Малага. В сентябре 2007 Wizz Air объявила об открытии двух новых рейсов в Варшаву и Катовице. Aer Lingus совершает рейсы в трёх континентальных направлениях из Международного аэропорта Белфаста; Амстердам, Барселона и Женева, с марта 2008 планируется открытие рейсов в Будапешт, Малагу, Ниццу, Рим и Фару[10].
- Трансатлантические рейсы: В первый год работы Continental Airlines перевезли около 85,000 пассажиров на рейсах Белфаст-Ньюарк. В связи с высоким спросом количество рейсов было увеличено с 5 до 7 в неделю. Zoom Airlines в феврале 2006 объявили об открытии регулярных рейсов в Торонто. В июне 2006 был открыт первый прямой рейс из Белфаста в Ванкувер. Весной 2008 три авиакомпании планируют вводить прямые рейсы в Торонто. Aer Lingus рассчитывает открыть трансатлантические рейсы в сентябре 2008, новыми назначениями станут Нью-Йорк, Чикаго и Бостон.

## Авиакомпании

### Регулярные рейсы
- Aer Lingus
- Air Transat
- bmibaby
- EasyJet
- Flyglobespan
- Jet2.com
- Manx2
- Wizz Air
- Zoom Airlines

### Чартерные рейсы
- Air Greenland
- Air Malta
- Air Transat
- Austrian Airlines
- Czech Airlines
- Dubrovnik Airline
- Eurocypria Airlines
- Finnair
- Flybe (Charter)
- MyTravel Airways
- Onur Air
- Thomsonfly

### Грузовые операторы
Международный аэропорт Белфаста — один из важнейших региональных грузовых аэропортов Британских островов, в 2004 грузооборот составил 50,000 тонн. В связи с изоляцией острова грузовые авиаперевозки жизненно важны для него. Основные грузовые операторы:
- DHL
- TNT Airways

## Транспорт

### Автомобиль
Из Белфаста в аэропорт можно попасть, направляясь по дороге M2 на север до перехода 5, затем по A57 11 км.

### Автобус
Каждые 10 минут отходит автобус Translink к бизнес-центру Европа в центре Белфаста.
В рабочие дни каждый час отходит автобус в Лондондерри.

### Железная дорога
Ближайшая к аэропорту железнодорожная станция — Antrim railway station, находится в 10 км Антрим (графство Антрим, она связана с терминалом аэропорта автобусным сообщением по рабочим дням. По железной дороге поезда отправляются в Белфаст, Лисберн и Дерри. Поезда в и из Дублина проходят через Belfast Central railway station в Белфасте. Планируется строительство новой станции железной дороги на линии Лисбурн-Антрим, которая будет находиться намного ближе к зданию терминала.

## Ближайшие перспективы
В сентябре 2006 года Международный аэропорт Белфаста опубликовал план развития на следующие 25 лет. Мастер-план предполагает увеличение пассажирооборота до 6-7,5 млн к 2015 и до 12 млн к 2030-м годам. Грузовой товарооборот вырастет до 82 000 тонн к 2015, и до 148 000 тонн к 2030 году. Для того, чтобы аэропорт смог справиться с такой нагрузкой, предложены следующие мероприятия:

### 2006—2015
- Расширение международного зала регистрации
- Расширение и переконфигурация зала багажа внутренних рейсов
- Строительство нового Южного Пирса, включая залы вылета
- Увеличение Западного Пирса (для принятия большего количества и более крупных самолётов)
- Перрон стоянки пассажирских самолётов расширяется для приёма грузовых самолётов
- Строительство многоэтажной стоянки
- Увеличение грузовых погрузочно-разгрузочных мощностей и перрона

### 2015—2030
- Новое трёхъярусное ядро, связанное с существующими и развивающимися областями
- Пассажирское железнодорожное сообщение с аэропортом
- Увеличение числа полос шоссе между аэропортом и шоссе M2 и организация общественного транспорта во всем части Северной Ирландии
- Замена старого терминала